# Estepa de San Juan
Estepa de San Juan es una localidad y también un municipio de la provincia de Soria, 
partido judicial de Soria, comunidad autónoma de Castilla y León, España. Pueblo de la comarca de Almarza, situado en la sierra de San Miguel, la cual es conocida también como la sierra de Oncala. Su población en 2024 era de 13 habitantes (INE).
Desde el punto de vista jerárquico de la Iglesia católica, forma parte de la diócesis de Osma-Soria la cual, a su vez, es diócesis sufragánea de la archidiócesis de Burgos.

## Geografía

Término municipal.

Esta pequeña población de la comarca de Almarza está ubicada en el norte de la provincia, bañada por el río Merdancho en la cuenca del Duero a los pie del puerto de Oncala (1454 m s. n. m.).

### Comunicaciones
Localidad situada en la carretera local SO-P-1206 que nos lleva en dirección este a Castilfrío partiendo de la autonómica SO-615 de Garray a Calahorra.

### Medio ambiente
Debido a que por este pueblo discurren varios ríos, como pueden ser el río Sotillo y el río La Vega, es de importancia destacar el agua predominante en esta zona. Esto da lugar a las numerosas fuentes naturales que se encuentran distribuidas por ella.
Clima: nos encontramos ante un clima continental, puesto que dispone de veranos cortos y calurosos e inviernos largos y fríos.
Economía: Estepa de San Juan está basada en los cultivos de cereales, como pueden ser el trigo de avena y la cebada. Además, se dedica a la ganadería lanar y vacuna.
Vegetación: en esta zona abundan el acebo, el roble, la malva y el tomillo.
En su término e incluidos en la Red Natura 2000 los siguientes lugares:
- Lugar de Interés Comunitario conocido como Oncala-Valtajeros ocupando 729 hectáreas, el 70 % de su término.[2]

## Historia
El censo de Pecheros de 1528, en el que no se contaban eclesiásticos, hidalgos y nobles, registraba la existencia de 29 pecheros, es decir unidades familiares que pagaban impuestos. En el documento original figura como Estepa, formando parte del Sexmo de San Juan. 
A la caída del Antiguo Régimen la localidad se constituye en municipio constitucional en la región de Castilla la Vieja, partido de Soria que en el censo de 1842 contaba con 28 hogares y 106 vecinos.

## Geografía humana

### Demografía
Cuenta con una población de 13 habitantes (INE 2024).
| Gráfica de evolución demográfica de Estepa de San Juan entre 1842 y 2021                                              |
| |
| Población de derecho según los censos de población del INE. Población de hecho según los censos de población del INE. |

## Cultura
Encontramos la iglesia parroquial de San Esteban, que es una capilla del siglo XVI.
Con respecto a las fiestas, podemos disfrutar de tres fiestas patronales, como pueden ser: San Esteban y San Roque, celebradas el 15 y 16 de agosto respectivamente, y San Pedro, celebrada el 29 de junio.